# Bolungarvíkurkaupstaður
Bolungarvíkurkaupstaður – gmina w północno-zachodniej Islandii, w regionie Vestfirðir (Fiordy Zachodnie), położona przy wejściu do fiordu Ísafjarðardjúp. Gmina jest górzysta ze szczytami sięgającymi 600–700 m n.p.m. Gminę zamieszkuje 945 mieszkańców (2018), z tego zdecydowana większość w głównej miejscowości gminy Bolungarvík (924 mieszkańców). 

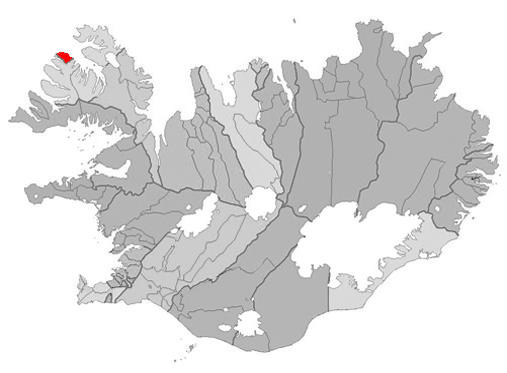
Położenie gminy Bolungarvíkurkaupstaður na mapie administracyjnej kraju